# نگویسکا (استان پودکارپاتسکیه)
نگویسکا (به لاتین: Niwiska) یک روستا در لهستان است که در گمینا نگویسکا واقع شده‌است.
 نگویسکا ۲۳٫۸۷ کیلومتر مربع مساحت و ۱٬۵۶۰ نفر جمعیت دارد.